# 宇都宮壮十郎
宇都宮 壮十郎（うつのみや そうじゅうろう、生没年不詳）は、愛媛県西宇和郡保内町に生まれた。鉱山経営で、財を成した。

## 来歴
愛媛県西宇和郡保内町川之石に、かつて医院であった二宮孝順邸（旧宇都宮壮十郎邸）として、建物は現在も残っている。
明治11年(1878)に設立された、第二十九国立銀行（現在の伊予銀行の淵源:えんげん）の設立・勧誘の当初から関わり、銀行の株主となった12名（ほとんどが士族ではない、保内組の住人である）の1人である。第二十九国立銀行は、愛媛県に最初に設立された国立銀行である。
明治20年(1887)に設立された、宇和紡績株式会社（その後の東洋紡績川之石工場、昭和35年閉鎖）の創立委員となり、取締役に選出されている。
明治20年代に開発・操業した、佐田岬半島にあった多くの銅山(最盛期には30余あった)が、その初期には大部分を白石和太郎、宇都宮荘十郎、矢野荘三郎が経営している。(戦前まで採掘が行われ別子銅山に次ぐ、四国で第２の産出量を誇った。)
大正2年(1913)、宇宝合名会社により、白滝鉱山の諸鉱山の経営を行い、経営効率の増進のため設備の近代化を推進した。大正4年、白滝鉱山の諸鉱山は、宇都宮壮十郎経営の下に掌握された。大正8年3月(1919)久原鉱業株式会社（日本鉱業株式会社）に譲渡された。

## 白滝鉱山の歴史
四国では、別子鉱山・佐々礼鉱山（さざれこうざん）に次ぐ第3位、高知県では第1位だった「白滝鉱山」があった。元禄12年2月(1699)、本川銅山（大北川銅山）が、土佐藩により開炭された。
明治20年6月(1887)、窪田顕一郎・三好旦三の経営共同者より、住友家に譲渡された。大川村にあった諸鉱山である、住友家が譲渡した、樅之木、朝谷、大北川、下中久保、の鉱山は、その後、石川寿一、田中銀之助、芝清五郎、等幾多の経営者の手を経た。
大正2年(1913)、宇都宮壮十郎は、宇宝合名会社により、諸鉱山の経営を行い、経営効率の増進のため設備の近代化を推進した。自家用水力発電所を竣工し、諸鉱山の統一通称名を「白滝鉱山」とした。大正4年、大北川鉱山を渡辺祐常より買収したのを最後に「白滝鉱山」は、愛媛県川之石村、宇都宮壮十郎経営の下に掌握された。大正4年、5年、6年を含め、煙害補償について、宇宝合名会社との間に、樅の木製錬所煙害補償協定が締結された。四国中央市(旧伊予三島市)に至る、21Kmの架空索道が完成している。
大正8年3月(1919)久原鉱業株式会社（日本鉱業株式会社）に譲渡された。白滝鉱山は、日本鉱業株式会社の経営により、大規模な設備がなされ、従業員500人で、月産鉱石1万トン、製銅100トンを産出していた。白滝鉱業所は、月産1万トンの粗鉱を採掘して、長期安定黒字操業を目指していたが、昭和47年3月末での閉山となった。
昭和54年4月(1979)、鉱山跡地は全部村有地となった。その後、大川村が白滝総合開発に着手して、「自然王国白滝の里」が完成し現在に至る。

### 参考書籍/サイト
- 八幡浜市公式　HPへようこそ
- 生涯学習情報提供システム、＜えひめ地域学＞ 愛媛県生涯学習センター
  - 「第二十九国立銀行と進藤放斎(ほうさい)」 保内町教育委員会発行
  - 「保内町誌」
- 町並み通信３号より - ウェイバックマシン（2006年6月24日アーカイブ分） 白石和太郎洋館に見る職人の技  岡崎 直司 著
- 高知 大川村 公式 HP
  - 村の概要
  - 大川村の移り変わり
  - 「大川村村史」 こちらに、西宇和郡川之石の宇都宮壮十郎経営の下に掌握されたという記載があります。